# Bonnetiàcies
Bonnetiaceae és una família de plantes amb flors que conté 3 gèneres i 35 espècies. Només es troben en la zona neotropical, excepte el gènere Ploiarium, el qual també es troba a Malèsia.
Els Bonnetiaceae són arbusts perennifolis o arbrets poc embrancats. La part interior de la seva fusta és marró vermellosa i pesant. Les espècies més altes d'aquesta família Ploiarium alterniflorum fan 25 m d'alt.
Les espècies de Bonnetiaceae són riques en xantones i antraquinones, les quals també es troben en la família relacionada Hypericaceae (la de l'herba de Sant Joan).